# Maaskade (Rotterdam)
De Maaskade is een straat op het Noordereiland, onderdeel van de deelgemeente Feijenoord in Rotterdam-Zuid.
Sinds 2008 vallen alle huizen aan de Maaskade onder het beschermd stadsgezicht Noordereiland. Aan de Maaskade staat onder andere het Hulstkamp-gebouw, een van de 518 rijksmonumenten van Rotterdam.

## Zwembad
Zeker bij oudere Rotterdammers is "Maaskade" nog een begrip. In 1907 kocht de gemeente Rotterdam een drijvende houten bad- en zweminrichting, die aan de Maaskade een ligplaats kreeg in de Nieuwe Maas. Later werd een tweede zwembad aangeschaft. Dit waren Maaskade oostzijde van de Willemsbrug voor de dames en Maaskade westzijde voor de heren. Na de Tweede Wereldoorlog bleef van deze twee baden alleen het bad ten westen van de brug over. 16 juni 1962 is het bad gesloten. Het was voor gebruik in de rivier afgekeurd, evenals het vergelijkbare zwembad in het Mallegat. Het Maaswater was inmiddels te veel vervuild en er ontbrak geld voor onderhoud.
Afrikaanderplein ·
Atjehstraat ·
Beijerlandselaan ·
Brede Hilledijk ·
Brielselaan ·
Boulevard Zuid ·
Charloisse Lagedijk ·
Coen Moulijnweg ·
Dordtselaan ·
Dordtsestraatweg ·
Dorpsweg ·
Goereesestraat ·
Groene Hilledijk ·
Groene Kruisweg ·
Grondherendijk ·
Katendrechtse Lagedijk ·
Kerkwervesingel ·
Kromme Zandweg ·
Laan op Zuid ·
Lange Hilleweg · 
Maastunnelplein ·
Mijnsherenlaan ·
Oldegaarde ·
Oranjeboomstraat ·
Pendrechtseweg ·
Plein 1953 ·
Pleinweg ·
Pretorialaan ·
Prins Hendrikkade ·
Riederlaan · 
Rosestraat ·
2e Rosestraat .
Slinge ·
Smeetlandsedijk · 
Stadionweg ·
Stieltjesplein ·
Stieltjesstraat ·
Strevelsweg ·
Vaanweg ·
Veerlaan ·
Vondelingenweg ·
Wilhelminakade ·
Wilhelminaplein ·
Zuiderpark ·
Zuiderparkweg ·
Zuidplein